# The Killer (film, 2024)
Pour les articles homonymes, voir The Killer.
Pour plus de détails, voir Fiche technique et Distribution.
The Killer est un film américain réalisé par John Woo et sorti en 2024. Il s'agit d'un remake du film hongkongais du même nom sorti en 1989, également mis en scène par John Woo.
Nathalie Emmanuel y reprend le rôle de Jeff tenu par Chow Yun-fat dans le film original. Rebaptisée Zee, c'est une tueuse à gages redoutée et redoutable. La jeune femme, pourtant impitoyable, va refuser d'honorer un « contrat » : assassiner une jeune femme chanteuse devenue aveugle. Zee se retrouve pourchassée à la fois par d'autres tueurs criminels et par un policier français déterminé incarné par Omar Sy.
Le film est diffusé sur Peacock aux États-Unis. Distribué par Universal Pictures, il sort ensuite au cinéma dans certains pays.

## Synopsis
Zee est une tueuse à gages réputée, basée à Paris. Elle réalise régulièrement des contrats pour Finn, un Irlandais qui la surnomme cushla machree. Finn travaille quant à lui, pour le baron du crime Jules Gobert. Ce dernier veut éliminer ses rivaux pour diriger seul le trafic de drogue local. Le style de vie violent de Zee lui laisse peu de choses à apprécier, hormis l'amitié avec Tessier, un vieux tailleur de costumes pour  hommes, qui lui fournit des déguisements pour son travail. La jeune femme s'occupe par ailleurs de son poisson rouge, Y, et aime résoudre des mots croisés.
Finn demande à Zee de tuer les membres d'un gang de trafiquants marseillais qui sont venus faire la fête au Paradis latin. Zee élimine les gangsters, mais fait une victime collatérale : une jeune chanteuse américaine nommée Jenn Clark. Celle-ci devient aveugle après une grave blessure à la tête. Bien qu'obligée de tuer toutes les personnes présentes, Zee a pitié de Jenn et l'épargne. En apprenant cela, Finn l'envoie à l'hôpital où Jenn est soignée, pour terminer le travail. Un inspecteur de police nommé Sey et son partenaire Jax tentent d'arrêter Coco, le petit ami trafiquant de drogue de Jenn. Coco parvient à s'échapper, blesse Jax et prend un otage, forçant Sey à le tuer. Au moment de sa mort, Coco écoutait une démo d'une des chansons de Jenn, conduisant Sey sur sa piste et sur celle de Zee. En parallèle, Sey enquête sur le prince Majeb Bin Faheem, dont le jet privé a été attaqué à son arrivée au Bourget. Le prince refuse de révéler ce qui lui a été volé. En réalité, une importe cargaison d'héroïne, d'une valeur de 65 millions d'euros, a été dérobée par les gangsters marseillais tués par Zee au club.
Sey va peu à peu découvrir que Zee est une tueuse à gages quasi légendaire qu'il a déjà croisée par le passé et que certains la surnomment Queen of the Dead.
Après avoir éliminé Gobert, Finn avoue avoir l'héroïne volée. Il kidnappe Jenn et demande à Zee de tuer Sey. Ce dernier a quant à lui été piégé et se retrouve en cavale. Il va finalement s'associer à Zee pour stopper Finn. Zee parvient à récupérer la drogue et veut l'échanger pour récupérer Jenn. Elle retrouve Finn dans l'église désacralisée qu'elle a l'habitude de fréquenter. Une violente fusillade a lieu dans l'église. Jenn retrouve peu à peu la vue. Après un long combat, Finn tire dans le dos de Zee. Alors qu'il est sur le point de l'achever, Zee le tue d'une balle dans la tête.
Zee se fait ensuite soigner par Tessier. Ce dernier tente de la faire raccrocher. Elle reprend ensuite du service et observe, de loin, les retrouvailles entre Jenn et sa mère. De son côté, Sey — en convalescence à l'hôpital — est réhabilité et félicité par ses supérieurs. Il refuse cependant toute médaille et toute promotion. Il reçoit un appel de Zee lui disant qu'elle compte changer de vie.

## Fiche technique
Sauf indication contraire, les informations mentionnées dans cette section peuvent être confirmées par la base de données cinématographiques IMDb,  présente dans la section « Liens externes ».
- Titre original : The Killer
- Réalisation : John Woo
- Scénario : Brian Helgeland, Josh Campbell et Matt Stuecken, d'après le scénario original de John Woo
- Musique : Marco Beltrami
- Décors : Aline Bonetto
- Costumes : Camille Janbon
- Photographie : Mauro Fiore
- Montage : Zach Staenberg
- Production : Lori Tilkin et John Woo

Coproducteur : Arthur Anderson
Producteurs délégués : Terence Chang, Robin Mulcahy Fisichella et Sara Scott
- Sociétés de production : A Better Tomorrow Films, eOne Films, Taewon Entertainment et Atlas Entertainment
- Sociétés de distribution : Universal Pictures (États-Unis, cinéma), Peacock (États-Unis, vidéo à la demande), Universal Pictures International France (France)
- Budget : N/A
- Pays de production :  États-Unis
- Langues originales : anglais, français
- Format : couleur - 2.35:1 - 35 mm - son : DTS / Dolby Digital / SDDS
- Genre : action, thriller, policier
- Durée : 126 minutes
- Dates de sortie[1] :
  - États-Unis : 23 août 2024 (sur Peacock)
  - France : 23 octobre 2024 (en salles)
- Classification[2] :
  - États-Unis : R

## Distribution
- Nathalie Emmanuel (VF : Victoria Grosbois ; VQ : Aurélie Morgane) : Zee
- Omar Sy (VF : lui-même ; VQ : Fayolle Jean Jr.) : inspecteur Sey
- Sam Worthington (VF : Adrien Antoine ; VQ : Gilbert Lachance) : Finn
- Diana Silvers (VF : Joy Feldman ; VQ : Léa Roy) : Jenn Clark
- Saïd Taghmaoui (VF : lui-même) : le prince Majeb Bin Faheem
- Angeles Woo : Chi Mai
- Éric Cantona (VF : lui-même ; VQ : Louis-Philippe Dandenault) : Jules Gobert
- Tchéky Karyo (VF : lui-même) : Tessier
- Grégory Montel (VF : lui-même ; VQ : Nicolas Charbonneaux-Collombet) : Jax
- Hugo Diego Garcia (VF : lui-même) : Coco
- Michaël Erpelding (VF : lui-même) : Serge
- Aurélia Agel : Juliet
- Vincent Winterhalter : un magistrat
- Igor Skreblin (VF : lui-même) : un gangster russe
- Quentin d'Hainaut : un tueur
- Étienne Guillou-Kervern (VF : lui-même) : un policier
- Guillaume Kerbusch (VF : lui-même) : Alves

 Source : version québécoise (VQ) sur Doublage.qc.ca ; VF[réf. nécessaire]

## Production

### Genèse, développement et attribution des rôles
Début 1992, il est annoncé que Walter Hill et David Giler écrivent pour TriStar un script intitulé The Killer. Le communiqué de presse précise que le projet est développé pour les acteurs Richard Gere et Denzel Washington. En juin 1992, il est révélé qu'il s'agit d'un remake du film The Killer (1989) de John Woo et que Walter Hill en sera également le réalisateur. Les producteurs ont cependant des difficultés avec la relation entre les deux personnages principaux car ils pensent que le public américain y verra de l'homoérotisme. Le producteur Terence Chang (en), qui a travaillé avec John Woo, suggère alors aux producteurs américains d'engager l'actrice hongkongaise Michelle Yeoh pour le rôle de la policière. Un an plus tard, les scénaristes Jim Cash (en) et Jack Epps Jr. (en) sont embauchés par les producteurs Charles Roven et Robert Cavallo, pour écrire un nouveau scénario. L'une des versions, datée du 23 août 1993, présente l'histoire d'un tueur à gages caucasien vivant à Hong Kong.
En octobre 2007, The Hollywood Reporter annonce que le remake de The Killer sera réalisé par le Sud-coréen John H. Lee. Il est alors précisé que le film se situera à Los Angeles notamment à Koreatown, Chinatown et South Central. Le cinéaste précise que The Killer est l'un de ses films préférés et qu'il est ravi d'en faire sa propre version. John Woo est alors annoncé comme producteur du film, prévu en 3D avec Jeong Woo-seong dans le rôle principal. Le scénario est alors revu par Josh Campbell. Sarah Li est alors annoncée pour interpréter la chanteuse aveugle.
John Woo évoque le remake en octobre 2015 et révèle que John H. Lee est parti sur d'autres projets. John Woo annonce finalement, qu'après Manhunt (2017), il va retourner à Hollywood pour réaliser lui-même une adaptation américaine de The Killer. Universal Pictures annonce développer le projet d'après un script d'Eran Creevy (en), basé sur les précédentes ébauches de Josh Campbell et Matt Stuecken, avec la participation de Brian Helgeland. Lupita Nyong'o est alors annoncée dans le rôle principal. John Woo annonce alors un début de tournage en janvier 2019. Cependant, le réalisateur annonce en novembre 2019 que l'actrice mexico-kényane a finalement quitté le projet en raison d'un conflit d'emploi du temps et que le script va ainsi être réécrit.
En mai 2022, John Woo est confirmé comme réalisateur. Il est alors annoncé que le film sera diffusé en exclusivité sur la plateforme Peacock. En août 2022, Universal Pictures annonce qu'Omar Sy incarnera le second personnage principal de policier. En mars 2023, Nathalie Emmanuel est annoncée dans le rôle-titre.

### Tournage
Le tournage débute en juin 2023 à Paris, notamment dans le 14e et le 4e arrondissement. Les prises de vues sont cependant stoppées en juillet 2023 en raison de la grève SAG-AFTRA. En novembre 2023, il est annoncé que le tournage a repris.

## Sortie et accueil

### Date de sortie
Le film est diffusé sur Peacock aux États-Unis le 23 août 2024. Universal Pictures distribue par ailleurs le film dans les cinémas de certains pays.

### Critique
Sur le site d'agrégation de critiques Rotten Tomatoes, le film obtient 58% d'avis favorables, pour 52 critiques et une note moyenne de 5,9⁄10. Le consensus suivant résume les avis collectés : « John Woo retrouve une partie de sa bravoure d'action légendaire dans cette réinvention gauloise de son propre The Killer, bien que les décors ne compensent pas tout à fait le manque général de personnalité. » Sur le site Metacritic, qui utilise une moyenne pondérée, le film obtient la note de 60⁄100 pour 18 critiques. En France, le site Allociné donne une moyenne de 1,6⁄5, d'après l'interprétation de 21 critiques de presse.